# コンヴァージ
コンヴァージ（英: Converge）は、アメリカ・マサチューセッツ州ボストンで結成されたマスコア・バンド。1990年結成。

## 概要
ハードコア・パンクを根幹に据えつつも多種多様なジャンルの要素を引用した複雑性とテクニカルな演奏、ハードコア的な喉を振り絞るがなり声の様なボーカル、抽象的な歌詞を特徴としている。活動初期においては絶叫ではなくクリーンボイスも頻繁に用いていた。
ザ・ディリンジャー・エスケイプ・プランと共にマスコアの代表格とされている。
CDのアートワークは、プロのデザイナーでもあるボーカルのジェイコブ・バノンが担当している。ポスト・ハードコア・バンドのケイヴ・インとは旧知の仲で、またサブ・プロジェクトとしてコンヴァージ、ケイヴ・イン、アイシスのメンバーが参加するオールド・マン・グルームもある。

## メンバー

### 現在のメンバー
- ジェイコブ・バノン (Jacob Bannon) - ボーカル (1990年- ) ※首から腕の先まで、体中にかけて派手な刺青が彫られている。
- カート・バロー (Kurt Ballou) - ギター (1990年- ) ※エンジニア・プロデューサーとしても活躍。
- ネイト・ニュートン (Nate Newton) - ベース (1998年- )
- ベン・コラー (Ben Koller) - ドラム (1999年- )

### 旧メンバー
- ジェフ・ファインバーグ (Jeff Feinburg) - ギター、ベース (1991年-1997年)
- デーモン・ベロラド (Damon Bellorado) - ドラム (1991年-1999年)
- アーロン・ダルベック (Aaron Dalbec) - ギター (1994年-2001年)
- スティーヴン・ブロドスキー (Stephen Brodsky) - ベース (1997年-1999年)
- ジョン・ディジョルジオ (Jon DiGiorgio) - ドラム (1999年)

## ディスコグラフィ

### スタジオ・アルバム
- Halo in a Haystack (1994年)
- Petitioning the Empty Sky (1996年)
- When Forever Comes Crashing (1998年)
- 『ジェーン・ドウ』 - Jane Doe (2001年)
- 『ユー・フェイル・ミー』 - You Fail Me (2004年)
- 『ノー・ヒーローズ』 - No Heroes (2006年)
- 『アックス・トゥ・フォール』 - Axe to Fall (2009年)
- 『オール・ウィ・ラヴ・ウィ・リーヴ・ビハインド』 - All We Love We Leave Behind (2012年)
- 『ザ・ダスク・イン・アス』 - The Dusk in Us (2017年)

### ライブ・アルバム
- Jane Live (2017年)

### コンピレーション・アルバム
- 『ケアリング&キリング』 - Caring and Killing (1995年)
- 『アンラヴド・アンド・ウィーデッド・アウト』 - Unloved and Weeded Out (2003年)
- Petitioning Forever (2006年)

### スプリット・アルバム
- 『ザ・ポーチャー・ダイヤリーズ』 - The Poacher Diaries (1999年) ※with アゴラフォビック・ノーズブリード
- Deeper The Wound (2001年) ※with Hellchild

### スプリットEP
- Among the Dead We Pray for Light (1997年) ※with Coalesce
- Converge / Dropdead (2011年) ※with Dropdead
- Converge / Napalm Death (2012年) ※with ナパーム・デス